# イーストキャロル郡 (ルイジアナ州)
イーストキャロル郡（イーストキャロルぐん、英: East Carroll Parish）は、アメリカ合衆国ルイジアナ州の北部に位置する郡である。2010年国勢調査での人口は7,759人であり、2000年の9,421人から17.6％減少した。郡庁所在地はレイクプロビデンス（人口3,991人）であり、同郡で人口最大の町でもある。

## 政治
2004年の大統領選挙では、共和党現職ジョージ・W・ブッシュ大統領とリチャード・チェイニー副大統領の組み合わせが1,357票、40％だったのに対し、民主党のジョン・ケリー上院議員とジョン・エドワーズ上院議員の組み合わせで1,980票、58％を獲得し、イーストキャロル郡を制した。

## 地理
アメリカ合衆国国勢調査局に拠れば、郡域全面積は442平方マイル (1,145 km2)であり、このうち陸地421平方マイル (1,090 km2)、水域は21平方マイル (54 km2)で水域率は4.75％である。

### 主要高規格道路
- アメリカ国道65号線
- ルイジアナ州道2号線

### 隣接する郡
- チコット郡 (アーカンソー州) - 北
- イサケナ郡 (ミシシッピ州) - 東
- ウォーレン郡 (ミシシッピ州) - 南東
- マディソン郡 - 南
- リッチランド郡 - 南西
- ウェストキャロル郡 - 西

## 人口動態

### 2010年
以下は2010年の国勢調査による人口統計データである。
人種別人口構成
- 白人: 28.9%
- アフリカン・アメリカン: 69.0%
- ネイティブ・アメリカン: 0.2%
- アジア人: 0.6%
- 太平洋諸島系: 0.0%
- 混血: 0.7%
- ヒスパニック・ラテン系: 1.6%

### 2000年
以下は2000年の国勢調査による人口統計データである。
| 基礎データ - 人口: 9,421人 - 世帯数: 2,969 世帯 - 家族数: 2,140 家族 - 人口密度: 9人/km2（22人/mi2） - 住居数: 3,303軒 - 住居密度: 3軒/km2（8軒/mi2） 人種別人口構成 - 白人: 31.60% - アフリカン・アメリカン: 67.29% - ネイティブ・アメリカン: 0.18% - アジア人: 0.33% - その他の人種: 0.25% - 混血: 0.35% - ヒスパニック・ラテン系: 1.19% 年齢別人口構成 - 18歳未満: 30.3% - 18-24歳: 11.5% - 25-44歳: 27.2% - 45-64歳: 18.5% - 65歳以上: 12.5% - 年齢の中央値: 31歳 - 性比（女性100人あたり男性の人口） - 総人口: 104.6 - 18歳以上: 106.9 | 世帯と家族（対世帯数） - 18歳未満の子供がいる: 36.5% - 結婚・同居している夫婦: 40.0% - 未婚・離婚・死別女性が世帯主: 27.7% - 非家族世帯: 27.9% - 単身世帯: 25.6% - 65歳以上の老人1人暮らし: 11.3% - 平均構成人数 - 世帯: 2.82人 - 家族: 3.40人 収入と家計 - 収入の中央値 - 世帯: 20,723米ドル - 家族: 24,554米ドル - 性別 - 男性: 22,099米ドル - 女性: 18,672米ドル - 人口1人あたり収入: 9,629米ドル（アメリカ合衆国の郡の中では最貧クラス） - 貧困線以下 - 対人口: 40.5% - 対家族数: 32.6% - 18歳未満: 56.8% - 65歳以上: 32.7% |

## 都市と町

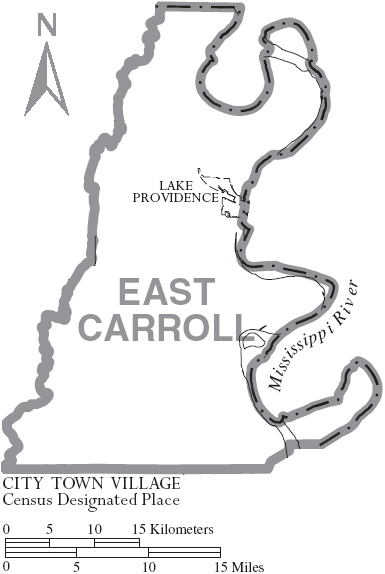
イーストキャロル郡図

- レイクプロビデンス - 郡庁所在地
- トランシルバニア

## 教育
イーストキャロル郡教育委員会が地元の公立学校を運営している。